# Chaffee County
Chaffee County är ett administrativt område i delstaten Colorado, USA, med 17 809 invånare. Den administrativa huvudorten (county seat) är Salida.

## Geografi
Enligt United States Census Bureau har countyt en total area på 2 629 km². 2 625 km² av den arean är land och 4 km² är vatten.

### Angränsande countyn
- Lake County, Colorado - nord
- Park County, Colorado - nordöst
- Fremont County, Colorado - sydöst
- Saguache County, Colorado - syd
- Gunnison County, Colorado - väst
- Pitkin County, Colorado - nordväst